# Emmanuel Chabrier
Emmanuel Alexis Chabrier (18 de enero de 1841-13 de septiembre de 1894), compositor francés nacido en Ambert (región de Auvernia, centro del país).

## Biografía
Hijo del abogado Jean Chabrier. A los seis años realizó sus primeras clases de piano, y a los ocho compuso sus primeras danzas. La familia se trasladó, primero a Clermont-Ferrand (1851) y más tarde a París (1857), donde no siguió estudios convencionales en el Conservatorio o en otras instituciones musicales, sino que estudió piano con Edward Wolff, composición con T. E. Semet y Aristide Hignard, y violín con Richard Hammer. Paralelamente, en 1858 comenzó también estudios de Derecho, recibiendo en 1861 un puesto en el Ministerio del Interior francés, donde se mantuvo hasta 1880; en los años siguientes hasta su muerte se dedicaría sólo a la música.
Fue crítico con la sociedad de su tiempo, en el sentido humorista de los Parnasianos, y fue amigo y admirador de pintores como Auguste Renoir, Claude Monet o Édouard Manet, de los que poseía algunas obras.
En 1883 compuso la rapsodia para orquesta España, resultado de varios meses pasados el año anterior en dicho país, y demostrando, según el punto de vista de su amigo Henri Duparc, un estilo individual de orquestación que consideraba no había sido influido por nadie. Dejó parte de su mejor música en óperas cómicas como Le Roi malgré lui ("Rey a su pesar"), en la que, como dijo el compositor francés, una generación posterior, Vincent d'Indy, los personajes constantemente regresan cuando están saliendo, y viceversa.
Su "Idylle", de Pièces pittoresques, influyó mucho en Francis Poulenc, quien escribió en su libro Emmanuel Chabrier, "Aún hoy día me estremezco de emoción al pensar en el milagro que creó: un universo armónico súbitamente abierto frente a mí; mi música jamás ha olvidado ese primer beso de amor." (Ivry 1996).
Su Gwendoline, interrumpida después de la segunda representación en la Monnaire de Bruselas por la quiebra del director, será acogida por la Ópera de París demasiado tarde para que Chabrier, cercano ya a la  muerte, pueda disfrutar de ella. Finalmente, minado por una enfermedad incurable, será inconsciente de su incapacidad para terminar Briséis.
Por lo menos había tenido la satisfacción de encontrar en F. Mottl un activo admirador gracias al cual Gwendoline y Le Roi malgré lui consiguieron grandes éxitos en Alemania. Sus últimos años se vieron ensombrecidos por las preocupaciones. Sin embargo, continuó escribiendo obras llenas de vida y de alegría como Prélude pastoral y Joyeuse Marche, entre otras.

## Obras
- Óperas
  - L'étoile (1877)
  - Une éducation manquée (1879)
  - Gwendoline (1885, UA 1886)
  - Le roi malgré lui (König wider Willen) (1887)
  - Briséïs (1888-91, sólo terminó el primer acto)
- Obras orquestales
  - Lamento (1874)
  - Marcha alegre (1887)
  - Larghetto para trompa y orquesta (1875)
  - España. Rapsodia para orquesta (1883)
  - Joyeuse marche (1888)
  - Prélude pastorale (1888)
  - Suite pastorale (1888, arreglo de 4 piezas de Pièces pittoresques para piano)
- Obras para piano
  - Rêverie (1855)
  - Julia. Walzer op.1 (1857)
  - Le Scalp (1861)
  - Souvenirs de Brunehaut. Walzer (1862)
  - Marche des Cipayes (1863)
  - Larghetto para trompa y piano
  - Pas redoublé (Cortège burlesque) (1871)
  - Suite de valses (1872)
  - Impromptu C-Dur (1873)
  - 10 Pièces pittoresques (1881)
  - Trois valses romantiques for 2 Pianos (1883)
  - Habanera (1885, también orquestado)
  - Souvenirs de Munich. Quadrille on Themes from Tristan und Isolde para piano a 4 manos (1885-86)
  - Bourrée fantasque (1891, también orquestado)
  - Cinq morceaux (póstuma)
  - 5 pièces pour piano (Aubade, Ballabile, Caprice, Feuillet d'album, Ronde champêtre, Bourrée fantasque)
- Canciones
  - 9 Songs (1862)
  - Sérénade de Ruy Blas (1863)
  - L'invitation au voyage (1870)
  - Sommation irrespectueuse (1880)
  - Tes yeux bleus (1883)
  - Credo d'amour (1883)
  - Chanson pour Jeanne (1886)
  - 6 mélodies (1890)
  - Lied: Nez au Vent para voz y piano (póstuma)
- Otras obras vocales
  - Cocodette et Cocorico. Dueto cómico para 2 voces y orquesta (1877-79)
  - Monsieur et Madame Orchestre. Dueto cómico para 2 voces y orquesta (1877-79)
  - La sulamite. Scène lyrique para mezzo-soprano, coro femenino y orquesta (1884)
  - Duo de l'ouvreuse de l'Opéra-Comique et de l'employé du Bon Marché (1888)
  - Ode à la musique para soprano, coro femenino y orquesta (piano) (1890)